# Japan Football League
La Japan Football League (日本フットボールリーグ Nihon Futtobōru Rīgu?), también conocida simplemente como la JFL, es la cuarta categoría en el sistema de ligas de fútbol de Japón, por detrás de las tres divisiones de la J. League. A pesar de ser el máximo nivel del fútbol amateur, la liga cuenta con equipos completamente profesionales que mantienen la afiliación asociada a la J. League entre sus filas. La organización de este certamen es responsabilidad de la Asociación de Fútbol de Japón.

## Historia
La Japan Football League comenzó desde 1999, cuando también nació la segunda división de la J. League (J2). Hasta entonces, la J. League consistía sólo en una división y la antigua JFL era la segunda categoría más alta. De los 16 equipos que jugaron la última temporada de la vieja JFL, 9 decidieron jugar en la J2 y los otros 7 conjuntos, así como Yokogawa Electric, ganador de las series de promoción de la Liga Regional, formaron la nueva Japan Football League. Estos 8 equipos, junto con Yokohama FC, a quien se le permitió participar como un caso especial tras la fusión de Yokohama Flügels y Yokohama F. Marinos, compitieron en la temporada inaugural de 1999.
Los 9 clubes que compitieron en el primer año fueron los siguientes: Denso SC, Honda Motors, Jatco SC, Kokushikan University F.C., Mito HollyHock, Otsuka Pharmaceuticals, Sony Sendai, Yokohama FC y Yokogawa Electric.
En la segunda temporada el número de equipos se incrementó de 9 a 12 y alcanzó los 16 en 2001. En 2002 fue brevemente de 18 clubes antes de volver a 16 al próximo año y establecerse en 18 en 2006. Para 2012 hubo 17 conjuntos debido a la retirada tardía de Arte Takasaki.
La liga sufrió otra contracción después de la temporada 2013, ya que 10 de sus 18 equipos se unieron a la recién creada J3 League. También se movió un nivel abajo de la pirámide y se convirtió en campeonato de cuarta división a partir de 2014.
Tres antiguos clubes de la JFL han competido en la máxima categoría: Yokohama FC (2007), Otsuka Pharmaceuticals (2014, como Tokushima Vortis) y Matsumoto Yamaga (2015).

## Detalles
Los clubes de la JFL pueden estar afiliados a empresas, ser completamente autónomos o conjuntos de reserva de éstos. Hasta 2010, los equipos universitarios (que por regla general no juegan en el sistema de ligas de fútbol de Japón) fueron recomendados por la Asociación de Fútbol Universitaria de Japón y jugaron contra los ubicados en las últimas posiciones de la JFL para ser admitidos. Los equipos B están autorizados para participar, pero solo las equipos A de clubes verdaderamente autónomos son elegibles para la afiliación asociada a la J. League y, con ella, el ascenso a J. League.

### Ascenso de JFL
Un club que satisfaga los siguientes criterios será ascendido a la segunda división de la J. League (para temporadas 2012 y 2013):
- Poseer afiliación asociada a la J. League.
- Finalizar la temporada dentro de los dos primeros de la JFL
  - Si sólo el campeón es un miembro asociado, subirá automáticamente de categoría.
  - Si tanto el campeón como el subcampeón son miembros asociados, el campeón ascenderá automáticamente y el segundo jugará una serie de promoción ante el penúltimo club de la J2.
  - Si sólo el subcampeón es miembro asociado, disputará una serie de promoción contra el último club de la J2.
- Aprobación por parte del comité de la J. League.

Con el establecimiento de la J3 League en la temporada 2014, los dos requisitos más importantes ya no son necesarios si un equipo es aprobado por el Comité de la J. League y es miembro asociado de la J. League. Sin embargo, en su lugar comenzarán en la J3. La JFL será el nivel más alto de fútbol amateur en Japón de nuevo, pero todavía servirá para ayudar a los potenciales clubes de J. League a participar en la nueva tercera división.

### Descenso de JFL
Hasta dos equipos en la parte inferior de la liga pueden enfrentarse a un descenso directo o a series de promoción contra los equipos que terminan en la parte superior de la Liga de Ascenso Regional. El número de equipos que necesitan competir en la promoción varía dependiendo del número de conjuntos que ascienden a la J3 o que se retiran de la JFL.

### Eligibilidad para la Copa del Emperador
Hasta 2008, sólo el club que estaba primero en la tabla de posiciones a mitad de temporada (17 partidos completados) se clasificaba para la Copa del Emperador, entrando en la tercera ronda junto con los equipos de la J2, pero en 2010 la asignación se amplió a los tres primeros conjuntos debido a la expansión de la J2. Otros clubes deben calificar a través de una copa de clasificación en su propia prefectura y después deben entrar en la primera ronda. Desde 2015, el ganador del apertura (primer semestre) clasifica de nuevo.

## Temporada 2025

### Formato de competición
La liga sigue el sistema todos contra todos, disputando 30 jornadas. El campeón asciende directamente y el subcampeón disputa un play-off ante el 19.º de la J3 League.

### Equipos participantes
| Nombre del club      | Primer año en la JFL | Temporadas en la JFL | Ciudad sede | Prefectura sede | Actual período en la JFL | Último título | Clasificable para la J. League |
| -------------------- | -------------------- | -------------------- | ----------- | --------------- | ------------------------ | ------------- | ------------------------------ |
| Asuka FC             | 2025                 | 0                    | Asuka       | Nara            | 2025–                    |               | No                             |
| Atletico Suzuka      | 2019                 | 2                    | Suzuka      | Mie             | 2019–                    | –             | Sí                             |
| Briobecca Urayasu    | 2016                 | 4                    | Urayasu     | Chiba           | 2023–                    |               | No                             |
| Criacao Shinjuku     | 2022                 | 4                    | Shinjuku    | Tokio           | 2022–                    |               | Si                             |
| Honda FC             | 1999                 | 22                   | Hamamatsu   | Shizuoka        | 1999–                    | 2023          | No                             |
| Iwate Grulla Morioka | 2025                 | 0                    | Morioka     | Iwate           | 2025                     |               | Si                             |
| Maruyasu Okazaki     | 2014                 | 7                    | Okazaki     | Aichi           | 2014–                    | –             | No                             |
| Minebea Mitsumi      | 2005                 | 14                   | Miyazaki    | Miyazaki        | 2009–                    | –             | No                             |
| Okinawa SV           | 2019                 | 2                    | Uruma       | Okinawa         | 2019–                    | -             | Sí                             |
| Reilac Shiga         | 2008                 | 13                   | Kusatsu     | Shiga           | 2008–                    | –             | Sí                             |
| ReinMeer Aomori FC   | 2016                 | 5                    | Aomori      | Aomori          | 2016–                    | –             | Sí                             |
| FC Tiamo Hirakata    | 2021                 | 0                    | Hirakata    | Osaka           | 2021–                    | –             | Sí                             |
| Veertien Mie         | 2017                 | 4                    | Kuwana      | Mie             | 2017–                    | –             | Sí                             |
| Verspah Oita         | 2012                 | 9                    | Beppu       | Ōita            | 2012–                    | 2020          | Sí                             |
| Yokogawa Musashino   | 1999                 | 22                   | Musashino   | Tokio           | 1999–                    | –             | Sí                             |
| YSCC Yokohama        | 2012                 | 2                    | Yokohama    | Kanagawa        | 2025–                    |               | Si                             |

- El fondo rosado denota los clubes que ascendieron recientemente de las Ligas Regionales Japonesas a través del torneo de promoción de la Liga Regional.
- “Clasificable para J. League” indica que el club tiene los requisitos previos básicos para el estado del Plan de 100 Años. Los clubes que actualmente tienen ese estatus se indican en negrita.

### Equipos antiguos
| Nombre del club             | Primer año en JFL | Temporadas en JFL | Ciudad(es) natal(es)                       | Último período en JFL | Último título de JFL | Liga actual                                |
| --------------------------- | ----------------- | ----------------- | ------------------------------------------ | --------------------- | -------------------- | ------------------------------------------ |
| ALO's Hokuriku              | 2000              | 8                 | Toyama, Toyama                             | 2000–2007             | –                    | Desaparecido, fusionado en Kataller Toyama |
| Arte Takasaki               | 2004              | 8                 | Takasaki, Gunma                            | 2004–2011             | –                    | Desaparecido                               |
| Azul Claro Numazu           | 2014              | 3                 | Numazu, Shizuoka                           | 2014–2016             | –                    | J3                                         |
| Kyoto BAMB 1993             | 2000              | 4                 | Kioto, Kioto                               | 2000–2004             | –                    | Liga de Kansai D1                          |
| Blaublitz Akita             | 2007              | 7                 | Todas las ciudades/municipios en Akita     | 2007–2013             | –                    | J3                                         |
| Ehime FC                    | 2001              | 5                 | Todas las ciudades/municipios en Ehime     | 2001–2005             | 2005                 | J2                                         |
| Fagiano Okayama             | 2008              | 1                 | Todas las ciudades/municipios en Okayama   | 2008                  | –                    | J1                                         |
| Fagiano Okayama Next        | 2014              | 3                 | Okayama, Okayama                           | 2014–2016             | –                    | Desaparecido                               |
| Fukushima United            | 2013              | 1                 | Fukushima, Fukushima                       | 2013                  | –                    | J3                                         |
| Gainare Tottori             | 2001              | 10                | Todas las ciudades/municipios en Tottori   | 2001–2010             | 2010                 | J3                                         |
| FC Gifu                     | 2007              | 1                 | Todas las ciudades/municipios en Gifu      | 2007                  | –                    | J3                                         |
| Mito HollyHock              | 1999              | 1                 | Mito, Ibaraki                              | 1999                  | –                    | J2                                         |
| Jatco SC                    | 1999              | 5                 | Numazu, Shizuoka                           | 1999–2003             | –                    | Desaparecido                               |
| JEF Reserves                | 2006              | 6                 | Ichihara, Chiba                            | 2006–2011             | –                    | Desaparecido                               |
| Kagoshima United            | 2014              | 2                 | Kagoshima, Kagoshima                       | 2014–2015             | –                    | J3                                         |
| Kamatamare Sanuki           | 2011              | 3                 | Todas las ciudades/municipios en Kagawa    | 2011–2013             | –                    | J3                                         |
| FC Kariya                   | 1999              | 11                | Kariya, Aichi                              | 1999–2009             | –                    | Liga de Tōkai D1                           |
| Kataller Toyama             | 2008              | 1                 | Todas las ciudades/municipios en Toyama    | 2008                  | –                    | J2                                         |
| Kochi United SC             | 2020              | 4                 | Kōchi                                      | 2020–2024             |                      | J3                                         |
| Kokushikan University       | 1999              | 6                 | Machida, Tokio                             | 1999–2003             | –                    | Liga Universitaria de Kantō                |
| Mitsubishi Motors Mizushima | 2005              | 5                 | Kurashiki, Okayama                         | 2005–2009             | –                    | Liga de Chugoku                            |
| Fujieda MYFC                | 2012              | 2                 | Fujieda, Shizuoka                          | 2012–2013             | –                    | J2                                         |
| Giravanz Kitakyushu         | 2008              | 2                 | Kitakyushu, Fukuoka                        | 2008–2009             | –                    | J3                                         |
| Otsuka Pharmaceuticals      | 1999              | 6                 | Todas las ciudades/municipios en Tokushima | 1999–2004             | 2004                 | J2                                         |
| Nagano Parceiro             | 2011              | 3                 | Nagano, Nagano                             | 2011–2013             | 2013                 | J3                                         |
| Profesor Miyazaki           | 2002              | 1                 | Todas las ciudades/municipios en Miyazaki  | 2002                  | –                    | Desaparecido                               |
| Rosso Kumamoto              | 2001              | 4                 | Kumamoto, Kumamoto                         | 2006–2007             | –                    | J2                                         |
| Renofa Yamaguchi            | 2014              | 1                 | Yamaguchi, Yamaguchi                       | 2014                  | –                    | J2                                         |
| FC Ryukyu                   | 2006              | 8                 | Todas las ciudades/municipios en Okinawa   | 2006–2013             | –                    | J3                                         |
| Ryutsu Keizai University    | 2005              | 6                 | Ryūgasaki, Ibaraki                         | 2005–2010             | –                    | League de Kantō D1                         |
| SC Sagamihara               | 2013              | 1                 | Sagamihara, Kanagawa                       | 2013                  | –                    | J3                                         |
| Sagawa Express Osaka        | 2002              | 5                 | Higashisumiyoshi-ku, Osaka                 | 2002–2006             | –                    | Desaparecido, fusionado en Sagawa Shiga    |
| Sagawa Express Tokyo        | 2001              | 6                 | Kōtō, Tokio                                | 2001–2006             | –                    | Desaparecido, fusionado en Sagawa Shiga    |
| Sagawa Shiga                | 2007              | 6                 | Moriyama, Shiga                            | 2007–2012             | 2011                 | Desaparecido                               |
| Shizuoka Sangyo University  | 2000              | 3                 | Iwata, Shizuoka                            | 2000–2002             | –                    | Liga Universitaria de Tōkai                |
| Sony Sendai                 | 1993              | 31                | Sendai                                     | 1990-2024             | 2024                 | Desaparecido                               |
| SP Kyoto FC                 | 2003              | 13                | Uji, Kioto                                 | 2003–2015             | –                    | Desaparecido                               |
| Thespa Kusatsu              | 2004              | 1                 | Todas las ciudades/municipios en Gunma     | 2004                  | –                    | J3                                         |
| Tochigi SC                  | 2000              | 9                 | Utsunomiya, Tochigi                        | 2000–2008             | –                    | J3                                         |
| Tochigi City FC             | 2025              | 8                 | Tochigi                                    | 2024                  | 2024                 | J3                                         |
| V-Varen Nagasaki            | 2009              | 4                 | Todas las ciudades/municipios en Nagasaki  | 2009–2012             | 2012                 | J2                                         |
| Matsumoto Yamaga            | 2010              | 2                 | Matsumoto, Nagano                          | 2010–2011             | –                    | J3                                         |
| YKK AP                      | 2001              | 7                 | Kurobe, Toyama                             | 2001–2007             | –                    | Desaparecido, fusionado en Kataller Toyama |
| Yokohama FC                 | 1999              | 2                 | Yokohama, Kanagawa                         | 1999–2000             | 2000                 | J1                                         |
| Machida Zelvia              | 2009              | 4                 | Machida, Tokio                             | 2013                  | –                    | J1                                         |
| Zweigen Kanazawa            | 2010              | 4                 | Kanazawa, Ishikawa                         | 2010–2013             | –                    | J3                                         |

- El fondo rosado denota los clubes que ascendieron recientemente a la J3 League.

## Historia de los campeonatos, ascensos y descensos

### Equipos más exitosos
Los clubes en negrita compiten en JFL a partir de la temporada 2017. Los clubes en cursiva ya no existen.
| Club                   | Campeón | Subcampeón | Años de campeonatos                                        | Años de subcampeonatos |
| ---------------------- | ------- | ---------- | ---------------------------------------------------------- | ---------------------- |
| Honda FC               | 10      | 4          | 2001, 2002, 2006, 2008, 2014, 2016, 2017, 2018, 2019, 2023 | 1999, 2000, 2003, 2004 |
| Sagawa Shiga           | 3       | 1          | 2007, 2009, 2011                                           | 2010                   |
| Otsuka Pharmaceuticals | 2       | 1          | 2003, 2004                                                 | 2001                   |
| Yokohama FC            | 2       | 0          | 1999, 2000                                                 |                        |
| Nagano Parceiro        | 1       | 2          | 2013                                                       | 2011, 2012             |
| Ehime FC               | 1       | 0          | 2005                                                       |                        |
| Gainare Tottori        | 1       | 0          | 2010                                                       |                        |
| Tochigi City           | 1       | 0          | 2024                                                       |                        |
| V-Varen Nagasaki       | 1       | 0          | 2012                                                       |                        |
| Sony Sendai            | 1       | 0          | 2015                                                       |                        |
| Sagawa Express Tokyo   | 0       | 2          |                                                            | 2002, 2006             |
| YKK AP                 | 0       | 1          |                                                            | 2005                   |
| Rosso Kumamoto         | 0       | 1          |                                                            | 2007                   |
| Tochigi SC             | 0       | 1          |                                                            | 2008                   |
| Tokyo Musashino City   | 0       | 1          |                                                            | 2009                   |
| Kamatamare Sanuki      | 0       | 1          |                                                            | 2013                   |
| SP Kyoto FC            | 0       | 1          |                                                            | 2014                   |
| Vanraure Hachinohe     | 0       | 1          |                                                            | 2015                   |
| Ryutsu Keizai Dragons  | 0       | 1          |                                                            | 2016                   |
| ReinMeer Aomori        | 0       | 1          |                                                            | 2017                   |
| FC Osaka               | 0       | 1          |                                                            | 2018                   |

### Liga de tercera división: 1999–2013
| Año  | Campeón                    | Subcampeón                 | Ascendidos a la J2 tras la temporada | Ascendidos de las Ligas Regionales antes de la temporada                              | Descendidos a las Ligas Regionales tras la temporada                                            |
| ---- | -------------------------- | -------------------------- | --- | ------------------------------------------------------------------------------------- | ----------------------------------------------------------------------------------------------- |
| 1999 | Yokohama F.C.              | Honda F.C.                 | Mito HollyHock | Yokogawa Denki                                                                        | Ninguno                                                                                         |
| 2000 | Yokohama F.C.              | Honda F.C.                 | Yokohama FC | Tochigi S.C. Shizuoka Kengyo University F.C. Alo's Hokuriku F.C. Kyoken               | Ninguno                                                                                         |
| 2001 | Honda F.C.                 | Otsuka Pharmaceutical F.C. | Ninguno | Sagawa Express Tokyo S.C. YKK AP F.C. S.C. Tottori Ehime F.C. NTT West Japan-Kumamoto | Ninguno                                                                                         |
| 2002 | Honda F.C.                 | Sagawa Express Tokyo S.C.  | Ninguno | Sagawa Express Osaka S.C. Profesor Miyazaki                                           | Shizuoka Kengyo University F.C. Alouette Kumamoto Profesor Miyazaki                             |
| 2003 | Otsuka Pharmaceutical F.C. | Honda F.C.                 | Ninguno | Sagawa Printing S.C.                                                                  | Jatco F.C. (disuelto) F.C. Kyoto BAMB 1993 (F.C. Kyoken)                                        |
| 2004 | Otsuka Pharmaceutical F.C. | Honda F.C.                 | Otsuka (Tokushima Vortis) Kusatsu | Thespa Kusatsu Gunma Horikoshi                                                        | Kokushikan University F.C. (obligado a retirarse debido al escándalo)                           |
| 2005 | Ehime F.C.                 | YKK AP F.C.                | Ehime | Ryutsu Keizai University F.C. Mitsubishi Mizushima F.C. Honda Lock S.C.               | Ninguno                                                                                         |
| 2006 | Honda F.C.                 | Sagawa Express Tokyo S.C.  | Ninguno | JEF United Ichihara Chiba B Rosso Kumamoto F.C. Ryukyu                                | Honda Lock S.C. (Los equipos Sagawa Express Tokyo y Osaka se fusionan para formar un solo club) |
| 2007 | Sagawa Express S.C.        | Rosso Kumamoto             | Kumamoto Gifu | TDK S.C. F.C. Gifu                                                                    | (Alo's Hokuriku and YKK AP se fusionan para formar Kataller Toyama)                             |
| 2008 | Honda FC                   | Tochigi SC                 | Tochigi SC Fagiano Okayama Kataller Toyama | Fagiano Okayama New Wave Kitakyushu MIO Biwako Shiga                                  | Ninguno                                                                                         |
| 2009 | Sagawa Shiga               | Yokogawa Musashino         | New Wave Kitakyushu | Machida Zelvia V-Varen Nagasaki Honda Lock                                            | Mitsubishi Motors Mizushima (retiro voluntario) FC Kariya                                       |
| 2010 | Gainare Tottori            | Sagawa Shiga               | Tottori | Matsumoto Yamaga Hitachi Tochigi Uva Zweigen Kanazawa                                 | Ryutsu Keizai University                                                                        |
| 2011 | Sagawa Shiga               | Nagano Parceiro            | Machida Matsumoto | Kamatamare Sanuki Nagano Parceiro                                                     | JEF Reserves (disuelto) Arte Takasaki (disuelto)                                                |
| 2012 | V-Varen Nagasaki           | Nagano Parceiro            | Nagasaki | YSCC Yokohama Fujieda MYFC Hoyo AC Elan Oita                                          | Sagawa Shiga (disuelto)                                                                         |
| 2013 | Nagano Parceiro            | Kamatamare Sanuki          | Sanuki | SC Sagamihara Fukushima United                                                        | Ninguno                                                                                         |
| 2013 | Nagano Parceiro            | Kamatamare Sanuki          | * Los siguientes clubes fueron admitidos para la nueva J3 League: Nagano Parceiro, SC Sagamihara, Machida Zelvia, Zweigen Kanazawa, Blaublitz Akita, FC Ryukyu, YSCC Yokohama, Fujieda MYFC y Fukushima United. |                                                                                       |                                                                                                 |

### Liga de cuarta división: 2014–Presente
A partir de 2014 la Japan Football League cambió al formato Apertura y Clausura para determinar a los campeones.
| Año   | Campeón         | Subcampeón                | Ascendidos a la J3 tras la temporada | Ascendidos de las Ligas Regionales antes de la temporada                                                           | Descendidos a las Ligas Regionales tras la temporada |
| ----- | --------------- | ------------------------- | ------------------------------------ | --- | ---------------------------------------------------- |
| 2014  | Honda FC (A)    | SP Kyoto FC (C)           | Renofa Yamaguchi                     | Fagiano Okayama Next Kagoshima United Vanraure Hachinohe Azul Claro Numazu Maruyasu Industries SC Renofa Yamaguchi | Ninguno                                              |
| 2015  | Sony Sendai (C) | Vanraure Hachinohe (A)    | Kagoshima United                     | Nara Club FC Osaka Ryutsu Keizai Dragons                                                                           | SP Kyoto FC (retirado)                               |
| 2016  | Honda FC (C)    | Ryutsu Keizai Dragons (A) | Azul Claro Numazu                    | ReinMeer Aomori Briobecca Urayasu                                                                                  | Fagiano Okayama Next (retirado)                      |
| 2017  | Honda FC (1)    | ReinMeer Aomori (2)       | no hubo                              | FC Imabari Veertien Mie                                                                                            | Briobecca Urayasu Tochigi Uva                        |
| 2018  | Honda FC (1)    | FC Osaka (2)              | Vanraure Hachinohe                   | Cobaltore Onagawa Tegevajaro Miyazaki                                                                              | Cobaltore Onagawa                                    |
| 2019  | Honda FC        | Sony Sendai               | FC Imabari                           | Matsue City FC Suzuka Unlimited                                                                                    | Ryutsu Keizai Dragons                                |
| 2020H | Verspah Oita    | Tegevajaro Miyazaki       | Tegevajaro Miyazaki                  | Iwaki FC Kochi United SC                                                                                           | No hubo                                              |
| 2021  | Iwaki FC        | Honda                     | Iwaki FC                             | Criacao Shinjuku                                                                                                   | FC Kariya                                            |
| 2022  | Nara Club       | FC Osaka                  | Nara Club y FC Osaka                 | No Hubo | No Hubo                                              |
| 2023  | Honda FC        | Briobecca Uruyasu         | No Hubo                              | No Hubo | No Hubo                                              |
| 2024  | Tochigi City    | Kochi United              | Tochigi City y Kochi United          | Tochigi City | No Hubo                                              |
| 2025  |                 |                           |                                      | Asuka FC | Sony Sendai (Desaparecido)                           |

 A = campeón de Apertura, C = campeón de Clausura, 1 = Ganó ambos torneos, 2 = Ganó el segundo total de puntos en la tabla general si se aplica 1, H = Solo se jugó media temporada. 